# Hirotaka Mita
Hirotaka Mita (jap. 三田 啓貴 Mita Hirotaka; ur. 14 września 1990) – japoński piłkarz występujący na pozycji pomocnika. Obecnie występuje w Vegalta Sendai.

## Kariera klubowa
Od 2012 roku występował w klubach FC Tokyo i Vegalta Sendai.